# 티나 뤼미
티나 잉케리 뤼미(핀란드어: Tiina Inkeri Lymi, 1971년 9월 3일 ~ )는 핀란드의 배우, 영화 감독, 영화 각본가, 작가이다. 1994 유시상 여우주연상 수상자이다.

## 출연 작품
- 해피어 타임즈, 그럼프 (2018)
- 나이젠 니미 (2015)
- 아미 얼라이브! (2015)